# Muehlenbeckia australis
Muehlenbeckia australis là một loài thực vật có hoa trong họ Rau răm. Loài này được (G. Forster) Meisn. mô tả khoa học đầu tiên năm 1841.